# Georeferenziazione
Per georeferenziazione si intende l'attribuzione a un dato di un'informazione relativa alla sua ubicazione geografica, in relazione a un particolare sistema geodetico di riferimento. "Georeferenziare" e "geolocalizzare" non sono sinonimi, il primo è l'attribuzione di un metadato geografico a raster o vettori già creati, il secondo è la determinazione dinamica di un oggetto nel mondo reale.

## Applicazioni
La georeferenziazione è usata nei sistemi GIS, ed è applicata sia ai pixel componenti un'immagine raster, sia agli elementi vettoriali come punti, linee o poligoni. 
Ad esempio, un sistema in cui gli elementi vengono georeferenziati è Google Maps, in cui è possibile cercare attività commerciali o località d'interesse, dei quali oltre alle informazioni relative, viene evidenziato sulla mappa anche la loro posizione geografica.
Un altro esempio è l'applicazione what3words che codifica le coordinate geografiche usando tre parole del vocabolario (ad esempio, il Colosseo si trova a "modesti.telone.specchi") in varie lingue.
Per georeferenziare una mappa raster è necessario attribuirle delle coordinate Nord/Est, quindi, applicare al punto d'inizio dei due assi cartesiani, in basso a sinistra, il valore 0;0 e calcolare per ogni punto presente nella mappa le misure in metri anziché il numero di pixel.